# Ada (Odžak)
Pour les articles homonymes, voir Ada.
Ada (en cyrillique : Ада) est un village de Bosnie-Herzégovine. Il est situé dans la municipalité d'Odžak, dans le canton de la Posavina et dans la fédération de Bosnie-et-Herzégovine. Selon les premiers résultats du recensement bosnien de 2013, il compte 222 habitants.
Avant la guerre de Bosnie-Herzégovine, le village faisait entièrement partie de la municipalité d'Odžak ; après la guerre, son territoire a été partiellement rattaché la municipalité de Vukosavlje nouvellement créée et intégrée à la république serbe de Bosnie.

## Démographie

### Évolution historique de la population
| 1948 | 1953 | 1961 | 1971 | 1981 | 1991 | 2013 |
| ---- | ---- | ---- | ---- | ---- | ---- | ---- |
| -    | -    | 486  | 629  | 616  | 638  | 222  |

|  |